# Fête de la Fédération Wallonie-Bruxelles

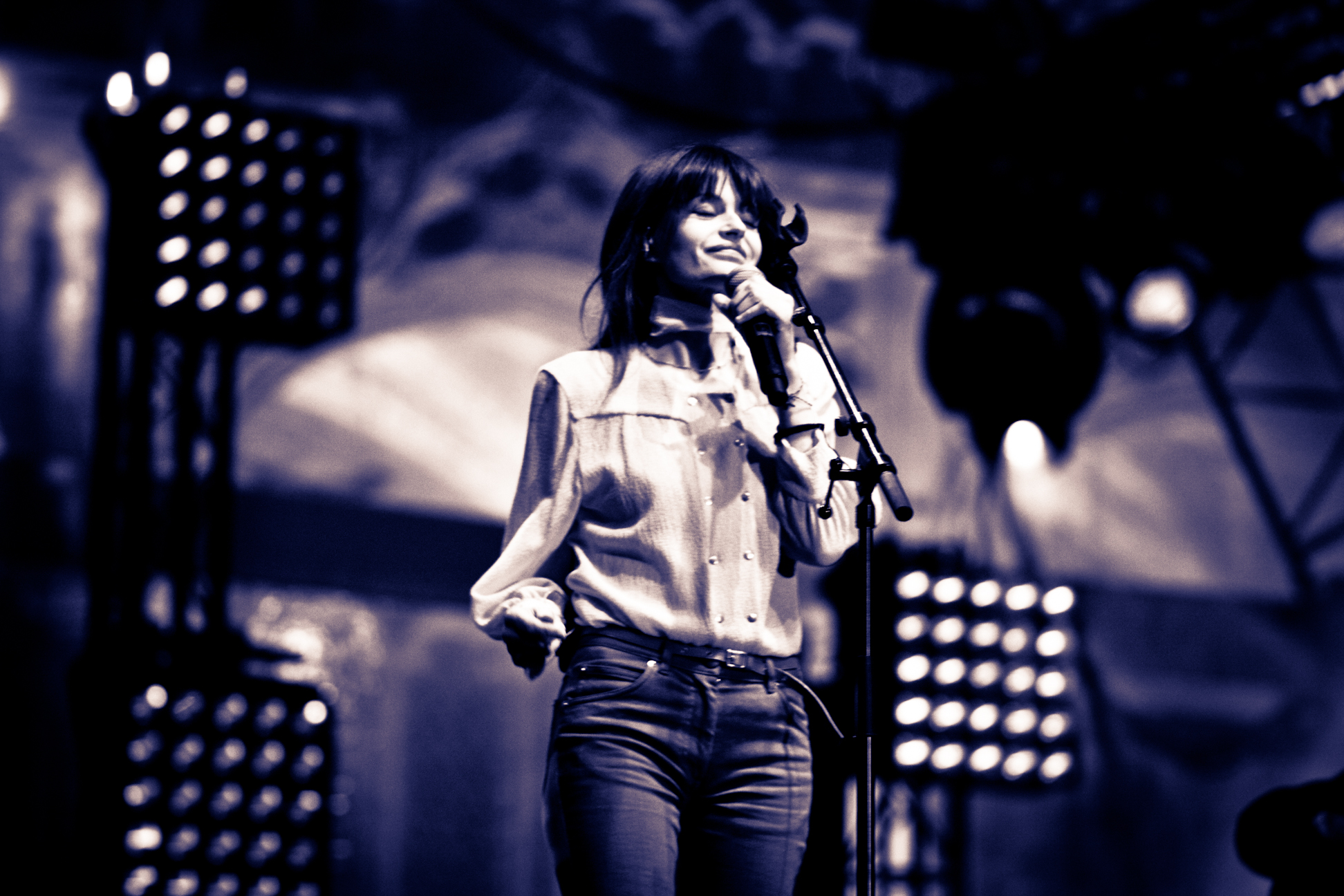
Axelle Red à la fête de la Fédération Wallonie-Bruxelles (2011).

La fête de la Communauté française, est célébrée le 27 septembre dans la Communauté française de Belgique, nom donné depuis 2011 à l'une des trois communautés de Belgique créées lors des réformes de l'État belge dans les années 1970/1980.
La date a été choisie par le Conseil Culturel de la Communauté Culturelle francophone de Belgique en 1975, sur proposition de Fernand Massart, afin de commémorer l'une des page de la révolution belge : la fin des Quatre Jours de Bruxelles et la victoire des volontaires belges, le 27 septembre 1830, sur les forces armées du Royaume uni des Pays-Bas qui avaient tenté de reprendre le contrôle de la ville à la suite de l'insurrection de 1830 dans les Pays-Bas méridionaux. Cet évènement majeur entraîne la militarisation de la révolution dans la guerre belgo-néerlandaise puis la déclaration d'indépendance de la Belgique, le 4 octobre 1830.
Cette fête donne lieu à un jour de congé pour les écoles et les administrations de la Communauté française mais ne constitue pas un jour férié pour les salariés du privé. Elle coïncide avec la fête de la Région wallonne qui partage la même origine historique sans qu'elle ne soit fêtée à une date fixe, mais le troisième dimanche du mois de septembre.

## Histoire

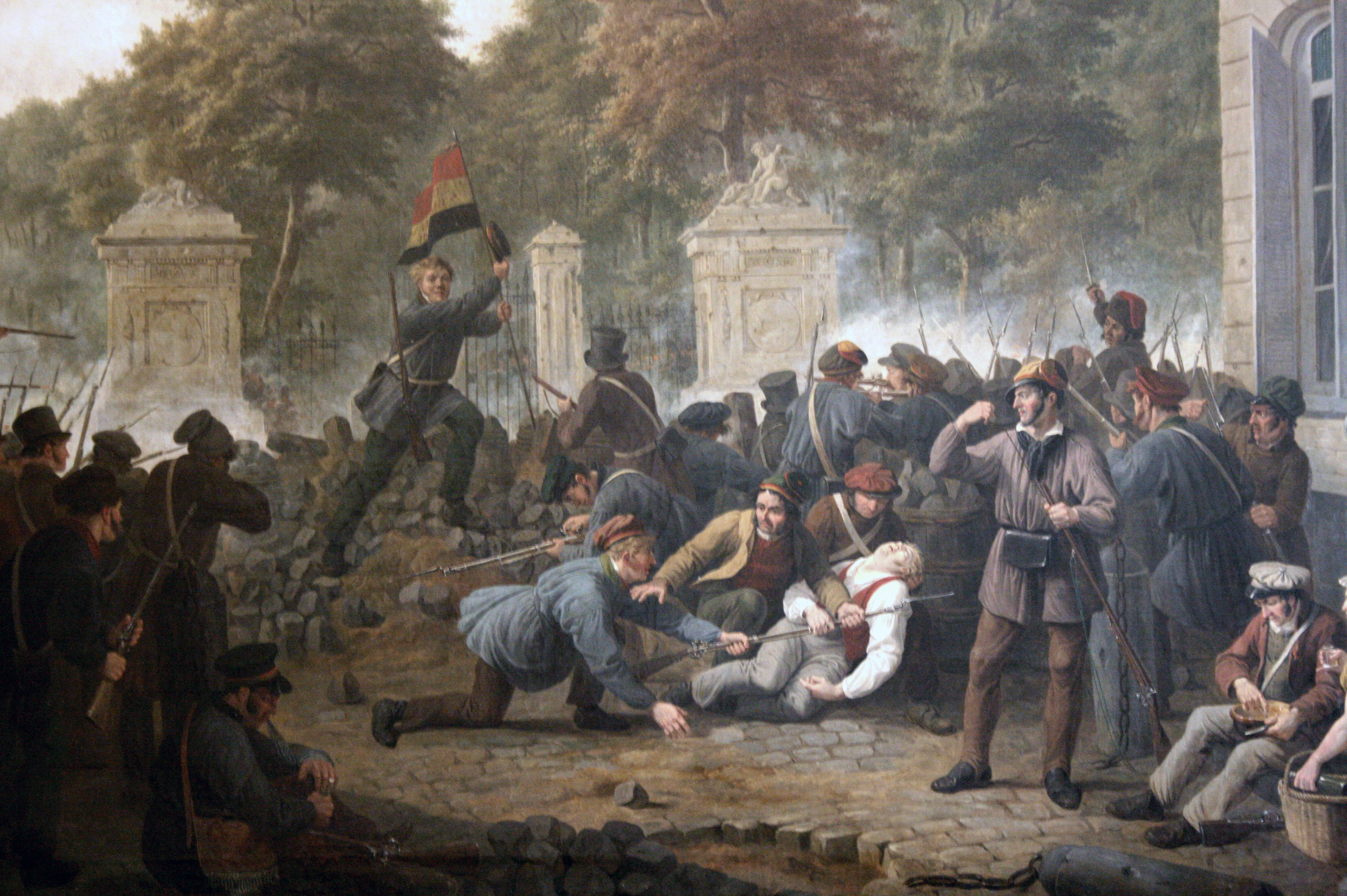
Attaque du parc de Bruxelles lors des Journées de Septembre, dont la date de la victoire des volontaires belges, le 27 septembre 1830, sera choisie comme date de la fête de la Communauté française de Belgique.

Le 18 juin 1815 sonne le glas du Premier Empire français après de la défaite de Napoléon Ier lors de la bataille de Waterloo. Les puissances européennes redessinent les cartes de l'Europe lors du congrès de Vienne et décident de créer un état-tampon entre le Royaume de France et la Prusse, afin de disposer d'un rempart contre les éventuelles nouvelles ambitions expansionnistes françaises. C'est ainsi que, le 15 mars 1815, le royaume uni des Pays-Bas voit le jour et unit grosso modo ce qui était autrefois la république des Provinces-Unies, les Pays-Bas autrichiens et la Principauté de Liège. Le nouveau souverain est Guillaume Ier d'Orange-Nassau, qui règne donc sur un territoire composé de différents peuples de langues et de cultures différentes. Mais le « mariage forcé » entre la Belgica Foederata et la Belgica Regia ne se passe pas comme prévu et, très vite, les huit provinces du sud commencent à contester le régime « hollandais » dicté depuis La Haye.
Fin juillet 1830 la Deuxième Révolution française éclate à Paris et ses idées libérales se diffusent dans un contexte social et économique déjà tendu. Le soir du 25 août 1830 a lieu une représentation de l'opéra d'Auber, La Muette de Portici, au Théâtre de la Monnaie de Bruxelles, à l'occasion de l'anniversaire du roi. La pièce rappelle l'insurrection des Napolitains contre Philippe IV d'Espagne en 1647. De violentes émeutes s'en suivent alors dans la ville et se propagent à l'ensemble des provinces méridionales. Des combats éclatent un peu partout entre bourgeois, masses populaires et autorités « hollandaises ». En plus des échauffourées de la capitale, le sang belge coule dès le 28 août à Anvers et à Bruges et l'on ne compte plus les pillages ou les incendies, comme dans la région de Verviers. Une première délégation belge est envoyée auprès du roi afin de demander la convocation des États généraux du royaume des Pays-Bas et que ceux-ci statuent sur une séparation administrative de la Belgique et des Pays-Bas.
Dans le but de mater l'insurrection, le roi envoie ses deux fils et son armée reprendre le contrôle de Bruxelles. Le commandement des troupes est confié au prince Frédéric, alors que, de son côté, le prince héritier Guillaume tente de négocier avec les chefs de la garde bourgeoise de Bruxelles. Les princes et l'armée établissent leur quartier-général à Vilvorde le 30 août mais n'obtiennent pas de résultats et le mouvement s'intensifie. Les premières victoires militaires se dessinent au profit des « Belges » : la garnison néerlandaise de Louvain évacue la cité après de violents combats le 2 septembre et les révolutionnaires commencent à prendre le contrôle d'endroits stratégiques comme les portes et l'artillerie de l'enceinte de Mons le 3 septembre, le fort de Huy le 7, ou encore le fort de la Chartreuse, à Liège, le 20. De nombreux volontaires se réunissent en corps francs et se rendent à Bruxelles, devant laquelle l'armée du Prince Frédéric campe toujours. Il en vient de partout, mais le corps franc liégeois dirigé par Charles Rogier est l'un des plus importants et des plus connus. On notera aussi la participation d'étrangers dont celle des Français ou celle des Luxembourgeois, ou encore de combattants britanniques, espagnols, italiens, prussiens ou portugais. L'armée du Prince finit par attaquer le 23 mais, à la surprise générale, elle est défaite par les volontaires belges et doit évacuer Bruxelles le 27 septembre, marquant la fin de l'épisode dit des « Quatre Jours de Bruxelles.
C'est cette date qui est choisie pour le jour de la fête de la communauté française de Belgique afin de commémorer la participation de nombreux volontaires « wallons » (ce terme n'étant alors que très peu utilisé à l'époque) aux combats de Bruxelles. Si ce n'est ni la première, ni la dernière victoire belge de la guerre belgo-néerlandaise, celle-ci revêt un aspect symbolique par son importance et sa localisation dans la future capitale de la Belgique. Cette-dernière proclame en effet son indépendance totale du Royaume uni des Pays-Bas dès le 4 octobre 1830, ce qui sera reconnu quelques mois plus tard par les puissances européennes réunies lors de la conférence de Londres. La guerre, quant à elle, ne s’achèvera que par la convention de Zonhoven du 18 novembre 1833 et il faudra attendre le traité des XXIV articles du 19 avril 1839 pour que le roi des Pays-Bas ne reconnaisse officiellement l'existence de la Belgique et que ses frontières soient fixées.

## Controverse

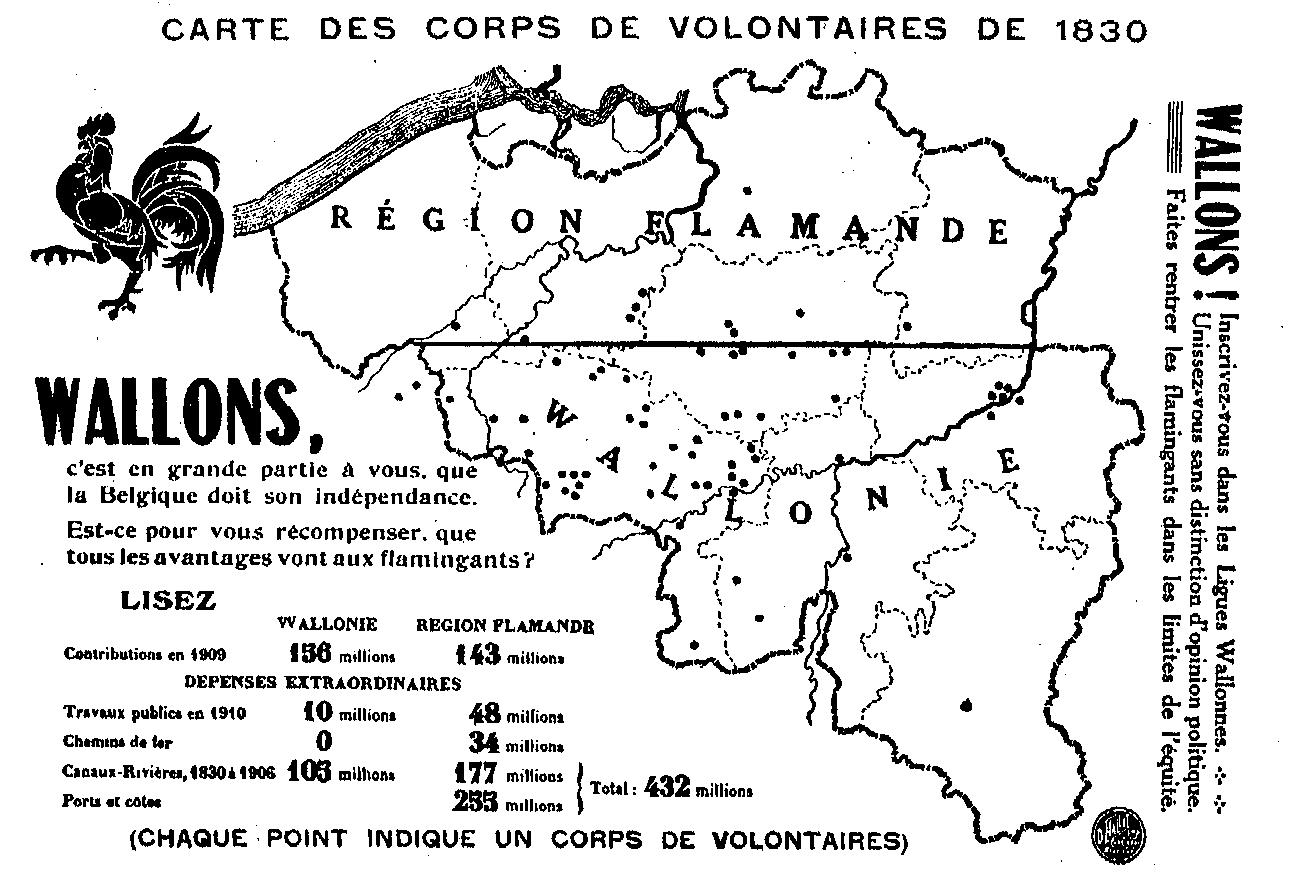
Affiche de 1912 de la ligue wallonne tentant de démontrer un déséquilibre dans le nombre de volontaires « wallons » et « flamands » en 1830, dans le cadre de la question communautaire en Belgique.

Le choix de la victoire du 27 septembre 1830 pour fêter la communauté française de Belgique en mémoire des volontaires wallons s'étant battus lors de l'épisode des Quatre Jours de Bruxelles fait débat. En effet, après la naissance de la question communautaire en Belgique, le mouvement wallon est accusé d'avoir repris à son compte une partie de l’histoire de la révolution belge en prétendant que les volontaires de 1830 étaient essentiellement originaires de l'actuelle région wallonne et donc majoritairement francophones, et que les Flamands n'avaient joué qu'un rôle secondaire.
Au début des années 1980, l’américain John W. Rooney s'intéresse au sujet et dessine un profil du combattant de 1830 qui propose plutôt une révolution populaire majoritairement bruxelloise, dont les langues maternelle étaient les patois locaux comme le brusseleir. En effet, si le français est initialement choisi comme seule langue officielle de la Belgique après son indépendance du 4 octobre 1830, ce dernier est essentiellement parlé par la bourgeoisie, qu'elle soit flamande ou wallonne. Le peuple wallon, lui, ne parle généralement que les différentes langues vernaculaires de sa région, comme les patois wallons en eux-mêmes, mais aussi l'ardennais, le brabançon, le francique ripuaire, le gaumais, le luxembourgeois, le limbourgeois ou encore le picard. Du côté de la presse, de nombreux journaux sont édités en français, mais ceci est également le cas en Flandre, comme le Courrier des Pays-Bas ou encore l’hebdomadaire orangiste le Courrier de Gand, par exemple. La législation sur l'usage des langues en Belgique évoluera par la suite avec l'apparition des tensions communautaires au fur et à mesure de l'histoire du pays.
On notera également qu'il y eut plus de « Flamands » tués que de « Wallons » lors des Journées de Septembre à Bruxelles. En effet, sur les 466 volontaires inhumés dans la crypte du monument aux martyrs de la révolution de 1830, on dénombre 183 Bruxellois, 132 Flamands, 123 Wallons et 28 étrangers. 